# Stephen Halbrook
Stephen Porter Halbrook (* 12. September 1947) ist ein US-amerikanischer Jurist und Autor, der für seine Prozesse im Namen der National Rifle Association bekannt ist. Er hat ausführlich über die ursprüngliche Bedeutung des Zweiten Amendments und des Fourteenth Amendments geschrieben (Letzteres in Bezug auf die Rechte des Second Amendments).

## Ausbildung
Stephen Porter Halbrook, geboren am 12. September 1947, besuchte die Florida State University, erhielt 1969 einen Bachelor of Science und promovierte 1972 in Philosophie. Anschließend besuchte er die Georgetown University und erhielt 1978 seinen JD. Er begann von 1970 bis 1972 als Philosophielehrer an der Florida State University. Er promovierte als und war als Assistenzprofessor für Philosophie von 1972 bis 1974 am Tuskegee Institute, von 1974 bis 1979 an der Howard University und von 1980 bis 1981 an der George Mason University. Während seines Jurastudiums in Georgetown fungierte er von 1975 bis 1977 als Jurist von Georgetowns Barristers' Council.

## Karriere
Seit 1978 ist er als Anwalt für Zivilprozesse und Strafverteidigung tätig. Er veröffentlichte mehrere Bücher und Dutzende Artikel über die Geschichte des Waffenrechts, den historischen Hintergrund des Second Amendments, die moderne Waffenkontrolle, die nationalsozialistische Waffenkontrollpolitik während des Zweiten Weltkriegs und die schweizerische Politik der bewaffneten Neutralität während des Zweiten Weltkriegs. Halbrook erhielt 2014 den David & Goliath Award der Organisation Jews for the Preservation of Firearms Ownership. Halbrook erschien erstmals in der Second Amendment-Szene mit einem Artikel aus dem Jahr 1981 in der George Mason University Law Review. Er argumentierte, dass das Second Amendment ein individuelles Recht auf Waffen garantiere und dass die Vierzehnte Änderung die Garantie der zweiten Änderung gegenüber den Staaten durchsetzbar machen müsse. Seine Dutzenden Artikel in wissenschaftlichen Zeitschriften spielten ebenso wie seine Bücher eine wichtige Rolle für das Interesse an akademischem und juristischem Interesse an der Second Amendment- und Feuerwaffenpolitik. Er argumentierte, dass das Second Amendment richtig verstanden sowohl das Recht der Staaten, eine Miliz aufrechtzuerhalten, als auch das individuelle Recht, Waffen zur Selbstverteidigung zu tragen, schützt.

## Wirken
Halbrook hat drei Fälle vor dem US Supreme Court vorgebracht und gewonnen: Printz gegen die Vereinigten Staaten, Vereinigte Staaten gegen Thompson-Center Arms Company und Castillo gegen die Vereinigten Staaten. Er hat auch in vielen anderen Fällen Schriftsätze verfasst, unter anderem in den folgenden Rechtssachen vor dem Supreme Court: Small gegen die Vereinigten Staaten (betreffend den Gun Control Act of 1968) und McDonald gegen Chicago. In der Rechtssache District of Columbia gegen Heller schrieb er eine kurze Stellungnahme. Seine jahrzehntelangen Forschungen zum Second Amendment trugen allgemein zur intellektuellen Grundlage der Entscheidung in der Rechtssache Heller bei, und er hat zahlreiche Bücher und Artikel zum Thema Waffenkontrolle geschrieben. Zu den Urteilen des Supreme Courts (Heller, McDonald, Printz gegen die Vereinigten Staaten) hat er mehrfach vor dem Kongress ausgesagt. Halbrooks wichtigster wissenschaftlicher Beitrag war jedoch das Buch That Every Man Be Armed, ursprünglich 1986 veröffentlicht. Das Buch war die gründlichste Analyse der Rechtsgeschichte und der ursprünglichen Absicht des Second Amendments.

## Bücher/Artikel
- Gun Control in Nazi-Occupied France: Tyranny and Resistance Oakland: Independent Institute, 2018.
- Gun Control in the Third Reich: Disarming the Jews and „enemies of the State“ Oakland: Independent Institute, 2014.
- Why Can't We Be Like France? How the Right to Bear Arms Got Left Out of the Declaration of Rights and How Gun Registration was Decreed Just In Time For the Nazi Occupation, 39 Fordham Urb. L.J. 1637, 2012.
- Firearms Law Deskbook: Federal and State Criminal Practice. St. Paul, MN: Thomson/West, 2006. Previous editions with annual supplements by Clark Boardman Callaghan/Thomson/West Group, 1995–2005.
- The Constitutional Right to Hunt: New Recognition of an Old Liberty in Virginia, 19 Wm. & Mary Bill Rts. J. 197, 2010.
- Heller, the Second Amendment, and Reconstruction: Protecting All Freedmen or Only Militiamen, 50 Santa Clara L. Rev. 1073, 2010.
- Target Switzerland: Swiss Armed Neutrality in World War II. Rockville Centre, N.Y.: Sarpedon Publishers, 1998 (hardback); Cambridge, MA: Da Capo Press, 2003 (paperback).
- Target Switzerland wurde in vier Sprachen übersetzt und gewann zwei internationale Auszeichnungen.[16][17]
- The Founder's Second Amendment: Origins of the Right to Bear Arms. Chicago: Ivan R. Dee for the Independent Institute, 2008.
- Arms in the Hands of Jews Are a Danger to Public Safety: Nazism, Firearm Registration, and the Night of the Broken Glass. ExpressO, 2008.
- The Swiss and the Nazis: How the Alpine Republic Survived in the Shadow of the Third Reich. Havertown, Pa.: Casemate Publishers; Gloucestershire, UK: Spellmount Ltd., 2006.
- St. George Tucker's Second Amendment: Deconstructing „The True Palladium of Liberty“, Tennessee Journal of Law & Policy: Vol. 3: Iss. 2, Article 3. 2006.
- Freedmen, the Fourteenth Amendment, and the Right to Bear Arms, 1866–1876. Westport, Conn.: Praeger Publishers, 1998. Updated edition published as Securing Civil Rights (Independent Institute 2010).
- That Every Man Be Armed: The Evolution of a Constitutional Right. Albuquerque: University of New Mexico Press, 1984. Reprinted in 1994, 2000 by Independent Institute, Oakland, Ca.
- NRA and Law Enforcement Opposition to the Brady Act: From Congress to the District Courts. Journal of Civil Rights and Economic Development: Vol. 10: Iss. 1, Article 2. 1994
- The Right of the People or the Power of the State: Bearing Arms, Arming Militias, and the Second Amendment, 26 Val. U. L. Rev. 131. 1991
- A Right to Bear Arms: State and Federal Bills of Rights and Constitutional Guarantees. Westport, Conn.: Greenwood Press, 1989.
- What the Framers Intended: A Linguistic Analysis of the Right to „Bear Arms“, 49 Law and Contemporary Problems 151–162, 1986.
- Defectless Firearms Litigation (edited, with Michael K. McCabe). Washington, D.C.: NRA-ILA, 1984.